# Minettia
Minettia är ett släkte av tvåvingar. Minettia ingår i familjen lövflugor.

## Dottertaxa tillMinettia, i alfabetisk ordning[1][2]
- Minettia aberrans
- Minettia acuminata
- Minettia albibasis
- Minettia albomarginata
- Minettia albonito
- Minettia americanella
- Minettia andalusiaca
- Minettia argentiventris
- Minettia assimilis
- Minettia atrata
- Minettia atratula
- Minettia austriaca
- Minettia biseriata
- Minettia buchanani
- Minettia bulgarica
- Minettia caesia
- Minettia cana
- Minettia cantolraensis
- Minettia caucasica
- Minettia centralis
- Minettia chilensis
- Minettia coracina
- Minettia crassulata
- Minettia cypriota
- Minettia czernyi
- Minettia dedecor
- Minettia desmometopa
- Minettia dichroa
- Minettia dissimilis
- Minettia divaricata
- Minettia duplicata
- Minettia elbergi
- Minettia eoa
- Minettia evittata
- Minettia fasciata
- Minettia filia
- Minettia filippovi
- Minettia flaveola
- Minettia flavipalpis
- Minettia flaviventris
- Minettia fulvicornis
- Minettia fumipennis
- Minettia fuscescens
- Minettia fuscofasciata
- Minettia galil
- Minettia gemina
- Minettia gemmata
- Minettia glauca
- Minettia graeca
- Minettia helva
- Minettia helvola
- Minettia hoozanesis
- Minettia hubbardii
- Minettia hyrcanica
- Minettia ignobilis
- Minettia imparispinosa
- Minettia infraseta
- Minettia infuscata
- Minettia inusta
- Minettia japonica
- Minettia kimi
- Minettia kunashirica
- Minettia linguifera
- Minettia lobata
- Minettia loewi
- Minettia longipennis
- Minettia longiseta
- Minettia longistylis
- Minettia lupulina
- Minettia luteitarsis
- Minettia lyraformis
- Minettia maculithorax
- Minettia magna
- Minettia martineki
- Minettia maura
- Minettia mona
- Minettia multisetosa
- Minettia muricata
- Minettia nigritarsis
- Minettia nigriventris
- Minettia nigrohalterata
- Minettia nigropunctata
- Minettia nitidiventris
- Minettia obscura
- Minettia obscurata
- Minettia omei
- Minettia palaestinensis
- Minettia philippinensis
- Minettia pirioni
- Minettia plumicheta
- Minettia plumicornis
- Minettia punctata
- Minettia punctiventris
- Minettia quadrisetosa
- Minettia quadrispinosa
- Minettia rufiventris
- Minettia ryukyuensis
- Minettia sbitinctiventris
- Minettia semifulva
- Minettia seminigra
- Minettia shewelli
- Minettia styriaca
- Minettia subtinctiventris
- Minettia subvittata
- Minettia suillorum
- Minettia tabidiventris
- Minettia tarsata
- Minettia tenebrica
- Minettia tetrachaeta
- Minettia thomsoni
- Minettia tinctiventris
- Minettia tubifer
- Minettia tubifera
- Minettia tucumanensis
- Minettia tunisica
- Minettia univittata
- Minettia verticalis
- Minettia vockerothi
- Minettia zuercheri